# Valerie Pachner
Valerie Pachner (Wels, 26 de Junho de 1987) é uma atriz austríaca.

## Vida e carreira
Valerie Pachner cresceu em Bad Schallerbach, Áustria , e estudou atuação no renomado Seminário Max Reinhardt, em Viena , de 2009 a 2013. Ela fez parte do elenco no Residenztheater de Munique, sob o diretor artístico Martin Kušej até 2017. Seu trabalho no palco foi premiado duas vezes em 2016.
Valerie estrelou como protagonista feminina no filme de 2015 Bad Luck (dirigido por Thomas Woschitz ), que foi indicado ao Max-Ophüls-Preis. Depois disso, ela apareceu na cinebiografia de Jack e Maria Schrader, de Elisabeth Scharang, do escritor austríaco Stefan Zweig, Vor der Morgenröte (Stefan Zweig: adeus, Europa), Pachner interpretou a enteada de Zweig ao lado de Barbara Sukowa e Josef Hader como Stefan Zweig.
Em 2019, The Ground Beneath My Feet, de Marie Kreutzer, foi selecionado para competir pelo Urso de Ouro no 69o Festival Internacional de Cinema de Berlim . A performance principal de Pachner foi aclamada pela crítica internacionalmente  e ganhou três prêmios, incluindo o German Acting Award de Melhor Atriz. O filme teve um lançamento teatral limitado nos EUA e foi nomeado um dos 10 Melhores Filmes de 2019 pela Vanity Fair.

## Filmografia

### Filmes
| Ano  | Título                             | Papel                  | Notas |
| ---- | ---------------------------------- | ---------------------- | ----- |
| 2015 | Jack                               | Marlene                |       |
| 2015 | Bad Luck                           | Dagmar                 |       |
| 2016 | Egon Schiele: Death and the Maiden | Wally Neuzil           |       |
| 2016 | Stefan Zweig: Farewell to Europe   | Alix Störk             |       |
| 2019 | The Ground Beneath My Feet         | Lola Wegenstein        |       |
| 2019 | All My Loving                      | Klara                  |       |
| 2019 | A Hidden Life                      | Franziska Jägerstätter |       |
| 2020 | The King's Man                     |                        |       |

### Séries
| Ano  | Título              | Papel        | Notas |
| ---- | ------------------- | ------------ | ----- |
| 2019 | Bauhaus - A New Era | Gunta Stölzl |       |